# Harry Roselmack
Harry Roselmack est un journaliste et animateur de télévision français, né le 20 mars 1973 à Tours (Indre-et-Loire).

## Biographie
Né de parents martiniquais, Harry Roselmack est le fils d'un père CRS et d'une mère employée de La Poste. Il suit sa scolarité à Tours, au collège Le Christ-Roi, puis au lycée Choiseul. En classe de première, il fait ses débuts à la radio, en présentant les flashs info sur Radio Béton, une station locale de Tours où son père anime avec des amis une émission sur les Antilles le dimanche. Il obtient un Deug d’histoire à l’université François-Rabelais de Tours et un DUT de journalisme à l'École publique de journalisme de Tours. Il écrit quelques articles sportifs dans le journal quotidien local, La Nouvelle République du Centre-Ouest.
Après un passage sur la radio Media Tropical à partir de 1994, il entre en 2000 à Radio France. Il y débute sur France Bleu dans diverses antennes locales, avant de passer sur France Info. En parallèle, il débute à la télévision sur La Chaîne météo. Par la suite, il intervient dans l'émission politique France Europe Express, présentée par Christine Ockrent et diffusée le dimanche soir sur France 3, pour France Info, radio associée au programme.
En août 2005, repéré par Canal+, il entre à i>Télé, la chaîne d'information en continu du groupe. Il y présente la grande édition de 18 h à 18 h 30, ainsi que le journal de la mi-journée dans l'émission Nous ne sommes pas des anges sur Canal+.
Il est repéré par le vice-président de TF1 Étienne Mougeotte lors d’un dîner du club Averroes, qui milite pour la diversité dans les médias. À l'été 2006, Mougeotte le nomme intérim officiel (joker) sur TF1 de Patrick Poivre d'Arvor puis de Laurence Ferrari à partir de septembre 2008 pour le journal de 20 h ; Son prédécesseur à ce poste, Thomas Hugues, démissionne de TF1 à la suite de son éviction du JT par la direction. Son premier JT a lieu le 17 juillet 2006 avec une audience de 8 millions de téléspectateurs (44,8 % de parts d'audience). La chaîne réalise à cette occasion une opération de communication sur l'action positive (quelques mois après les émeutes de 2005) en présentant son arrivée comme celle du « premier journaliste noir » à une heure de grande écoute. Avec Audrey Pulvar, également originaire de la Martinique et présentatrice du 19/20 sur France 3 à partir de septembre 2005, il devient l'un des seuls journalistes noirs à présenter un journal d’information sur une grande chaîne nationale.
À partir de septembre 2006, il présente le magazine d'information Sept à huit sur TF1 en duo avec Anne-Sophie Lapix qui accède à une notoriété, puis en solo à partir de septembre 2008 à la suite du départ de la journaliste pour Canal+. Cette émission réunit en moyenne chaque dimanche soir plus de 4,5 millions de téléspectateurs[réf. souhaitée].

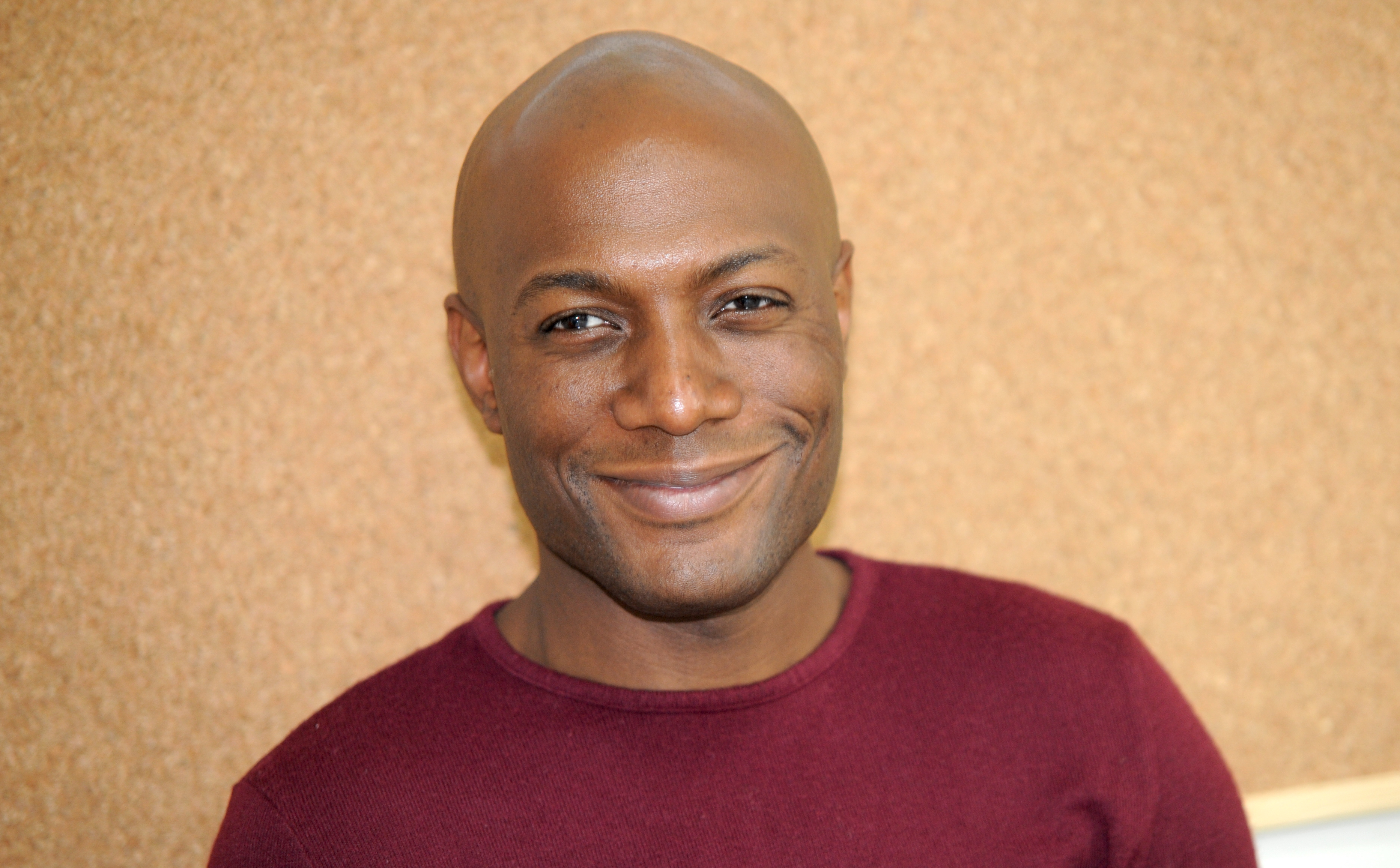
Harry Roselmack, le 14 janvier 2010 à Paris.

En septembre 2009, parallèlement à ces activités sur TF1, il rejoint la station de radio RTL pour animer chaque samedi Le Journal inattendu, succédant ainsi à Christophe Hondelatte. À partir de novembre 2009, il présente le magazine d'information Harry Roselmack en immersion diffusé en seconde partie de soirée sur TF1.
De septembre 2010 au 24 juin 2011, sa marionnette présente tous les vendredis l'émission satirique Les Guignols de l'info, à la place de PPD, caricature de Patrick Poivre d'Arvor. Il est alors présenté par l'un des auteurs de l'émission comme « le journaliste novice qui se la pète sur le terrain mais est lisse et droit au 20 Heures. PPD va lui apprendre le métier, prendre du recul et se défendre », le but étant de jouer sur « le gimmick du joker qui veut la place de l'aîné et sur leurs rapports ».
En avril 2011, souhaitant se consacrer pleinement à ses magazines Sept à huit et Harry Roselmack en immersion, Harry Roselmack abandonne son rôle de joker de Laurence Ferrari, à la présentation du journal de 20 heures de TF1. En juin 2011, il quitte RTL après deux années passées à la présentation du Journal inattendu : Marie Drucker lui succède en août 2011.
Parallèlement au journalisme, c'est en 2014 qu'Harry Roselmack lance sa marque de cosmétiques Neoclaim, qu'il co-fonde avec Thibaut Perrin-Faivre.
Fin 2016 est annoncé le tournage de son premier long-métrage, Fractures. Gaël Bonnel Sanchez et Harry Roselmack ont produit le film.

## Engagements

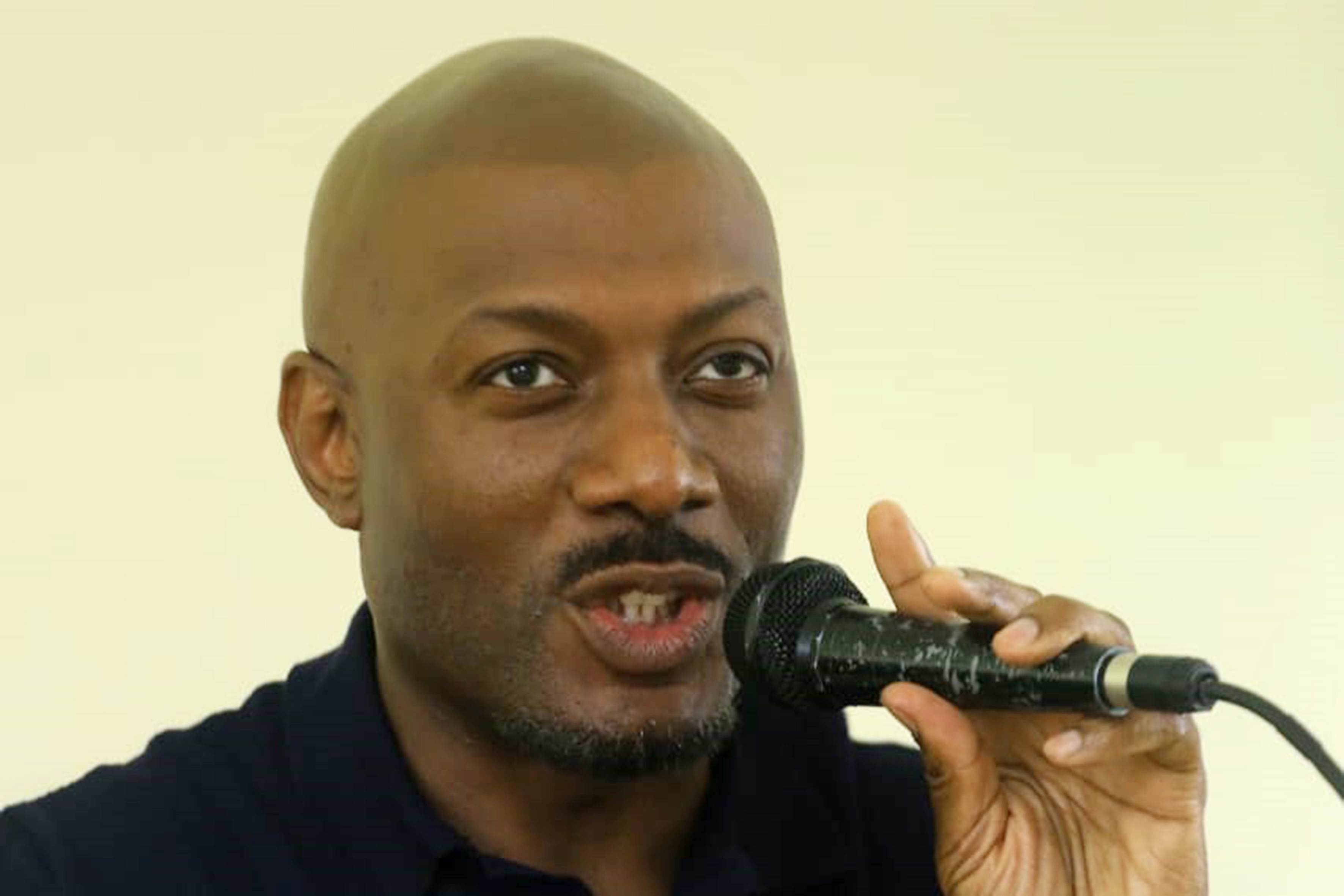
Harry Roselmack en 2023

Il est membre du club Averroes pour l'intégration des minorités ethniques dans les médias. Son recrutement par TF1 est parfois attribué à l'action de ce club.
Il est le parrain de la promotion 2011 de l'École de journalisme de Nice.
En juin 2012, il est le parrain du 5e Challenge contre la faim organisé par Action contre la faim.
En 2014, il chante On n'oublie pas (écrit par Serge Bilé) avec plusieurs artistes dont Alpha Blondy, Tanya Saint-Val, Jocelyne Béroard, Admiral T, Jean-Marie Ragald et Chris Combette. Cette chanson est un hommage aux 152 victimes martiniquaises du crash du 16 août 2005, afin de ne pas oublier cet évènement et d'aider l'AVCA (Association des Victimes de la Catastrophe Aérienne) à récolter des fonds.
En 2015, il devient parrain du cours Alexandre Dumas de Montfermeil, une école destinée à la réussite scolaire des enfants de quartiers défavorisés.
En 2018, il a présidé la finale du Concours européen des droits de l'homme René Cassin qui s'est tenue à la Cour européenne des droits de l'homme à Strasbourg.

## Vie privée
Marié depuis 2001, il a deux filles : Omaya née en 2007, Yanaël née en 2008, et un garçon Leroy né en 2010. Après 21 ans de mariage, Chrislaine et Harry Roselmack annoncent leur séparation en juillet 2022.
Près de trois mois après l'officialisation du divorce, le journaliste se présente aux côtés de la chanteuse, mannequin et styliste Jade Chantelle. En mai 2024, il officialise avec l'animatrice radio Jennifer Galap.

### Sports
Harry Roselmack est ceinture noire premier dan de judo.

## Émissions

### Émissions télévisées

#### Groupe Canal+
- 2005-2006 : le journal de la mi-journée dans l'émission Nous ne sommes pas des anges sur Canal+
- 2005-2006 : la tranche 18/18h30 sur itéle

#### TF1
- 2006-2011 : présentateur Joker Le journal de 20 heures (TF1)
- Depuis 2006 : présentateur Sept à huit (TF1)
- 2009-2015 : Harry Roselmack en immersion (TF1)
- 2020 : Sept à huit : la quotidienne (TF1)

#### RTL
- 2009-2011 : Le Journal inattendu (RTL)

## Filmographie
Sauf indication contraire, les informations mentionnées dans cette section peuvent être confirmées par la base de données cinématographiques IMDb,  présente dans la section « Liens externes ».

### Scénariste
- 2017 : Fractures (long-métrage)

### Réalisateur
- 2017 : Fractures (long-métrage)

### Producteur
- 2014 : Le 13ème Homme (court-métrage)
- 2015 : Petits boulots d'été, le rêve! (documentaire)
- 2015 : 7jours/7nuit à Courchevel (documentaire)
- 2016 : Dans l'ombre de Teddy Riner (documentaire télévisé)
- 2017 : Arrow (long-métrage)

### Acteur
- 2020 : I Love You coiffure de Muriel Robin (téléfilm) : lui-même
- 2023 : Un jour pas comme les autres de Pascal Lastrajoli (court-métrage) : lui-même

## Publication
- H. J. Boungo, Novilu, Paris, éditions de Courcelles, 1er juin 2007, 259 p. (ISBN 978-2-916569-19-2 et 2-916569-19-7)Roman publié sous un nom de plume (H. J. sont les initiales de Harry et Joseph, ses premier et deuxième prénoms, et Boungo est le nom de jeune fille de sa mère[20]) afin d'éviter l'amalgame avec ses activités de journaliste[6].
- Espérance banlieues : Un nouveau modèle d'école, pour mieux lutter contre l'échec scolaire et les tensions communautaires (avec Eric Mestrallet), Éditions du Rocher, 2015[32]
- Nouvelles d'après 20h (avec Michel Douard), Auteurs Du Monde, 2020[33]
- Il n'est pas trop tard pour naître, éditions de Jouvence, 26 septembre 2023, 208 p. (ISBN 288-9-538230)
- Cosmogonie. Une enquête sur l'univers, le divin et le sens de la vie, J'ai Lu, Aventure secrète, 28 août 2024, 256 p. (ISBN 9782290411278)

## Décorations
- Chevalier de la Légion d'honneur (2021[34]).
- Officier de l'ordre des Arts et des Lettres (2015[35]).